# 7e étape du Tour d'Espagne 1998

La 7e étape du Tour d'Espagne 1998 a eu lieu le 11 septembre 1998 entre Alicante et Valence. Elle a été remportée par Giovanni Lombardi.

## Récit
Giovanni Lombardi s'impose enfin au sprint après 3 deuxièmes places. José María Jiménez conserve le maillot amarillo tandis que Laurent Jalabert reprend 2 secondes de bonfication.

Le peloton embarque au soir de cette étape pour l'Ile de Majorque où deux étapes dont un contre-la-montre sont au programme.

## Classement de l'étape
| \| 1. \| Giovanni Lombardi \| \| Telekom \| en \| \| \| 2. \| Jeroen Blijlevens \| \| TVM \| + \| m.t. \| \| 3. \| Marcel Wüst \| \| Festina \| \| m.t. \| |                   |  |         |    |      |
| 1. | Giovanni Lombardi |  | Telekom | en |      |
| 2. | Jeroen Blijlevens |  | TVM     | +  | m.t. |
| 3. | Marcel Wüst       |  | Festina |    | m.t. |

## Classement général
| \| 1. \| José María Jiménez \| \| Banesto \| en \| \| \| 2. \| Roberto Heras \| \| Kelme \| + \| 31 s \| \| 3. \| Laurent Jalabert \| \| ONCE \| \| 34 s \| |                    |  |         |    |      |
| 1. | José María Jiménez |  | Banesto | en |      |
| 2. | Roberto Heras      |  | Kelme   | +  | 31 s |
| 3. | Laurent Jalabert   |  | ONCE    |    | 34 s |